# Bieno
Bieno (Bién in dialetto trentino) è un comune italiano di 473 abitanti della provincia autonoma di Trento in Trentino-Alto Adige.

## Geografia fisica
Situato a pochi chilometri dalla vicina strada statale 47 della Valsugana, l'abitato di Bieno, pur non appartenendo all'Altopiano del Tesino in senso stretto, rappresenta la porta naturale che immette nell'altopiano.
Il paese è posto a 810 m s.l.m. e beneficia di un'ottima esposizione solare; è stato infatti edificato a cavallo dell'estremità sud del lungo promontorio morenico che separa il letto del torrente Chieppena da quello del rio Lusùmina, su un panoramico gradino di origine morenica, tanto che viene spesso definito "Il balconcino della Valsugana".
Da segnalare la presenza del tiglio secolare di Maso Weiss, la zona di Lastra-Castrozze (caratterizzata da castagni secolari e coltivazioni vegetali) e, infine, la cascatella alla sorgente Pison.
Il territorio montano di Bieno è dominato dalle pareti della catena denominata Sottogruppo di Rava. In esso sono presenti le malghe Rava di Sopra e di Sotto e Fierollo di Sopra e di Sotto, oltre ad alcuni caratteristici laghi di origine glaciale che, passando nei pressi del lago di Mezzo (2.030 m) e del lago Grande (2.125 m), conducono a Cimon Rava (2.436 m).

## Storia

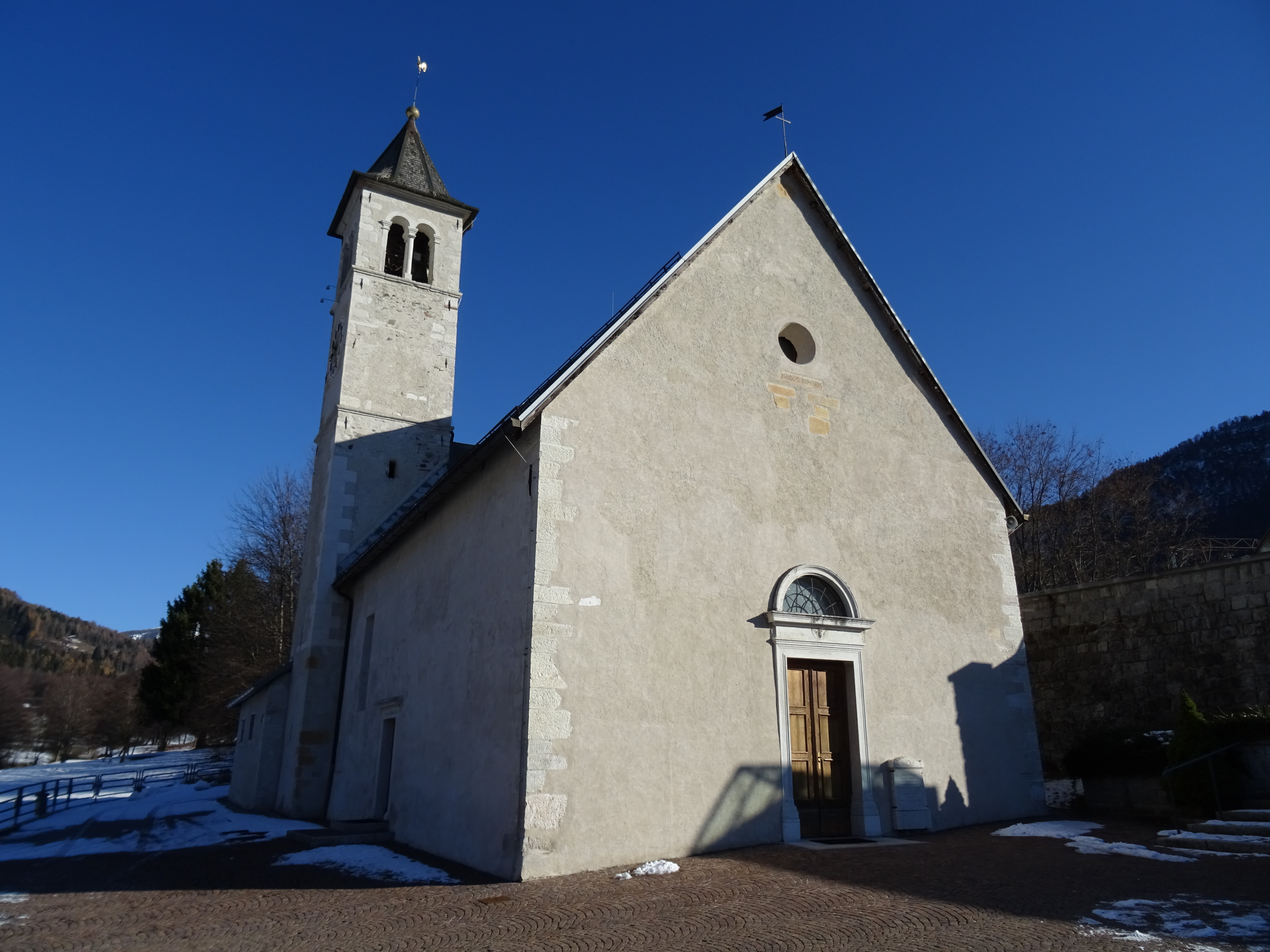
La chiesa di San Biagio

Bieno è un antico borgo legato alla storia e alla cultura dei girovaghi ed è famoso per i suoi esperti scalpellini che si dedicavano ad estrarre il granito dalle vicine cave di Rava. È attraversato dall'antica strada romana via Claudia Augusta Altinate il cui tracciato si sviluppava, da oriente verso occidente, poco a monte dell'attuale strada provinciale. Se teniamo presente che le strade tracciate dai Romani spesso ricalcavano tracciati preistorici preesistenti, possiamo legittimamente pensare che il paese abbia avuto origine ancora in epoca preromana.
Lo stesso toponimo “Bieno”, di cui si ignora il significato, confermerebbe questa ipotesi; secondo gli esperti infatti si tratterebbe di un toponimo prelatino anche se appare nei documenti per la prima volta nell'anno 1241 (…et comune Bleni) e successivamente nel 1302 (…quondam domini Jvani de Bleno). In documenti degli anni 1430 - 1449 “Bieno” è stato scritto in due modi: “Blen” e “Plen”. Qualcuno ha osservato che questi due modi di scrivere il toponimo, insieme con la dicitura latina “Blenus”, potrebbero tradire l’origine e il senso del nome che nel linguaggio longobardo-bajuvaro significherebbe “Piano” o “Pianoro”.
Possiamo pensare che alcuni cacciatori prima, e poi pastori, si siano insediati su questo piccolo altopiano, esposto al sole, collegato da piste e sentieri sia con la Valsugana che con le zone del Tesino e di Feltre. In quell’epoca remota il gruppo montuoso a nord dell’altopiano offriva possibilità di caccia e i pascoli necessari ai primi abitanti del piccolo altopiano, opera di un piccolo ghiacciaio e di alcuni corsi d’acqua.
Il comune di Bieno, come comunità ed ente indipendente sia da Strigno che da Pieve, esiste “ab immemorabili”, in un certo senso da sempre. Come già detto, il primo documento in cui si nomina Bieno e il suo sindaco (Sindicum ipsius Comunis), risale al 1241 ed è riportato dal Montebello; in esso è nominato il sindaco Giovanni Schenono. In una pergamena del 1285 invece è nominato il sindaco di Bieno, Michele Dalrio. Questi antichi documenti furono scritti in seguito a due vertenze con il vicino comune di Pieve.
Anticamente il senso di appartenenza alla comunità era molto forte. Per indicare gli abitanti del comune si usavano diverse espressioni, come “gli abitanti nella Regola di Bieno” (in Regula Bleni), “onoranda Comunità della villa di Bieno”, “magnifica Comunità di Bieno”. Anche questa “magnifica Comunità”, come le altre della giurisdizione, aveva una sua “Carta di Regola”, cioè l’insieme delle norme che i capifamiglia si erano dati nel corso degli anni per regolare l’uso dei beni comuni: boschi, pascoli, malghe, strade ecc.
Per circostanze contingenti il comune di Bieno, insieme con quello di Cinte Tesino, fu aggregato a Pieve Tesino con regio decreto del 15 gennaio 1928, trasmesso al Podestà di Bieno il 3 febbraio dello stesso anno. Fu ricostituito Comune il 21 gennaio 1947 e tale è rimasto ad oggi.

### Simboli
Stemma
Gonfalone
Il gonfalone è stato approvato con deliberazione del Consiglio Comunale n° 14 del 20 aprile 2007.
Sul telo bianco contornato di rosso sarà lo stemma comunale, sormontato da corona di Comune e recante in capo la denominazione in oro di: "Comune di Bieno" in tutte lettere maiuscole; sotto lo stemma, due rami d'alloro fogliato al naturale, fruttifero di rosso, annodate da un nastro rosso.
D'argento sarà il cordone ed analoghe nappe che lega il bilico all'asta, questa foderata di rosso, con guarnizione a spirale d'argento.»

## Monumenti e luoghi d'interesse

### Architetture religiose
- Chiesa di San Biagio, ricordata già nel 1531 e ricostruita, su un precedente edificio, nel 1606. Bieno è l'unico paese dell'ex-Pievado di Strigno, la cui chiesa parrocchiale, nonostante sia stata ampliata e restaurata più volte, è ancora l'antica chiesa. Di particolare pregio sono alcune statue lignee del Settecento e il fonte battesimale di fine Cinquecento.

## Società

### Evoluzione demografica
Abitanti censiti

## Amministrazione
| Periodo | Periodo   | Primo cittadino        | Partito      | Carica  | Note |
| ------- | --------- | ---------------------- | ------------ | ------- | ---- |
| 2005    | 2015      | Giorgio Mario Tognolli | lista civica | Sindaco |      |
| 2015    | 2020      | Luca Guerri            | lista civica | Sindaco |      |
| 2020    | in carica | Giorgio Mario Tognolli | lista civica | Sindaco |      |